# Коренно население на Големите равнини
Коренното население на Големите равнини или също Индианците от Големите равнини, Равнинни индианци, Прерийни индианци е културна и географска класификация на индианските племена населявали Големите равнини в Северна Америка.

## Територия на региона
Културният регион на Големите равнини заема огромна площ в централната част на Северна Америка. Простира се от река Мисисипи до Скалистите планини и от централните части на днешните Канадски провинции Албърта, Саскачиуан и Манитоба до централен Тексас. По-голямата част от този обширен регион е зает от тревисти равнини без дървета като на изток, където валежите са повече тревата е висока. Това са тъй наречените Прерии. На запад, където дъждовете са по-малко расте ниска трева. Този регион е известен като Големите равнини или Високите равнини. Тези тревни площи са набраздени от множество реки, отделни гористи местности главно от върби и тополи и отделни планински масиви и ниски плата, по чиито била растат борове.

## Списък на индианските племена от Големите равнини
Равнините заемат огромно пространство и климатичните и приодни особености на север и на юг се различават. Това наложило отпечатък и върху живеещите в съответните райони племена. Към народите от Северните равнини се числят чернокраките, сиуксите, сарсите, ацина, Равнинните крии, Равнинните оджибуей, манданите, хидатса, арикара, северните шайени и арапахи, поуните, омаха, понка, айова, мисури, ото, кроу, стоуните и асинибойните. Към народите от Южните равнини се числят Южните шайени и арапахи, кайовите, команчите, канза, уичита, осейджите, куапо, Равнинните апачи, липан апачите, кичаите и тонкава. Отделно от това някои автори отделят племената от Прериите от тези във Високите равнини, заради по-различният начин на живот, едните живеели в постоянни села и се занимавал през част от годината със земеделие, а тези на запад са скитащи номади, които не се занимавали със земеделие.

#### Прерии
- Айова – Айова
- Арикара – Северна Дакота и Южна Дакота
- Канза – Канзас
- Кичаи – Тексас
- Куапо – Арканзас
- Мандани – Северна Дакота
- Мисури – Мисури, Канзас
- Омаха – Небраска
- Осейджи – Мисури, Канзас, Оклахома
- Ото – Небраска
- Понка – Южна Дакота, Небраска
- Поуни – Небраска
  - Китехаки
  - Питахауерат
  - Скиди
  - Чауи
- Уичита – Тексас, Оклахома
  - Тауакони
  - Уако
- Хидатса – Северна Дакота

#### Високи равнини
- Арапахо –
- Асинибойни – Саскачеван, Монтана, Северна Дакота
- Ацина – Монтана
- Кайови – Канзас, Тексас, Оклахома, Колорадо
- Команчи – Ню Мексико, Тексас, Оклахома
  - Куахади
  - Пенатека
  - Ямпарика
- Кроу (Абсарока) – Монтана, Уайоминг
- Липан – Колорадо, Ню Мексико, Тексас
- Прерийни апачи (Кайова–апачи) – Тексас, Оклахома, Канзас
- Прерийни крий
- Прерийни оджибуей
- Сарси – Алберта, Съскачиуан
- Сиукси – Минесота, Северна и Южна Дакота, Небраска, Уайоминг
  - Дакота (Сантии-дакота)
    - Мдевакантон
    - Вахпетон
    - Вахпекуте
    - Сиситон

  - Янктон
  - Янктонаи
  - Лакота
    - Хункпапа
    - Оохенунпа
    - Сихасапа
    - Миниконджу
    - Итазипчо (Сан Арк)
    - Сичангу (Брюле)
    - Оглала
- Стоуни – Алберта, Съскачиуан
- Тонкава – Тексас
- Чернокраки – Алберта, Съскачиуан, Монтана
  - Сиксика
  - Кайна
  - Пиегани
- Шайени – Канзас, Колорадо, Уайоминг, Монтана, Южна Дакота

## Икономика
По времето на идването на коня в Равнините живеели три вида индиански групи, такива като чернокраките, които не са имали никакви земеделски традиции, такива като лакота, които заменили земеделието с номодския начин на живот. Третата част от племената населили Равнините запазили стария си поминък. Те се занимавали в равна степен с лов и земеделие. Нивите обработвали главно жените. Мъжко задължение бил ловът. През топлото време част от тях напускали постоянните си села и се отправяли към богати на дивеч местности и щом попълнели запасите си от месо и кожи се прибирали. Тези племена строяли селищата си в речните долини като някои били ограждани с висока ограда. Основното жилище било землянката, достигаща понякога до 20 м в диаметър. По този начин гивеели манданите, хидатса, арикара, поуните, канза, омаха, понка, мисури, ото, осейджите, айова, куапо, уичита. Повечето индианци в Равнините обаче водели номадски начин на живот. Те бродели из Равнините, следвайки стадата бизони и не се занимавали със земеделие. Всяко от тези номадски племена имало свой език обичаи и вярвания, но едно било общо за всички, цялото им съществуване зависело от бизоните.

### Конят
Заселването на Равнините от индианците започнало едва през 16 век. Преди това племената от източните гори и от планините на запад предприемали в Равнините кратки ловни походи и щом попълнели запасите си от месо и кожи се връщали обратно в постоянните си села. С идването на белите тази картина се променила. В испанските селища по Рио Гранде се отглеждали много коне и някои от тях бягали в Равнините. Не след дълго из тях бродели хиляди подивели мустанги. Това предизвикало коренна промяна в живота на много племена. Индианците ловяли диви коне, отвличали други от белите и не след дълго се превърнали в отлични ездачи. Сега те можели свободно да усвояват обширните равнини. Все повече племена се отправяли в Равнините, следвайки стадата бизони. Една част от тези народи дошли от изток, от долината на Мисисипи и от областта на Големите езера. Първоначално те се занимавали в равна степен с лов и земеделие. Други племена дошли от запад, от Скалистите планини или от север, страната на горите. Те били пеши ловци на дивеч. Животът обаче на всички тях се променил щом започнали да използват коня. Те се превърнали в конни ловци номади и така създали една нова култура. Конят открил нови хоризонти не само за племената в Равнините. Подобен начин на живот възприели много племена на запад като кутенаи, флатхед, не персе, калиспел, шошони, юта и други. В някои отношения сходен бит с племената от Равнините имали апачите и навахите в Югозапада.

### Бизонът
Цялото съществуване на Равнинните индианци зависело от бизоните. Най-голямо значение имал всеобщият лов на бизони. Преди идването на белите всяко племе имало свои бизонови клопки, където били примамвани бизоните, обикновено до някоя пропаст. Основна фигура при този лов бил „Викача на бизоните“ – особен вид шаман, имащ за задача да примами бизоните до клопката. Тези хора били най-уважавани в племето. Наричали ги Даряващите изобилие. След като хората започнали да използват коня нещата се променили. С тяхна помощ организирали гонитба, настигали животните и ги убивали. Когато настъпело времето за всеобщия лов или когато храната привършвала, старейшините изпращали съгледвачи да открият бизоните. След като ги откриели започвали приготовленията за лова. Извършвали се лазлични обреди и се приготвяли бизоновите коне – специално обучени коне за лов на бизони. Тези коне били много ценени и обикновено били вързвани до жилището на стопанина. Преди всеобщият лов се забранявало на хората да ловуват самостоятелно, за да не подплашат стадата и така цялото племе да бъде обречено на глад. Нарушителите били най-строго наказвани като или събаряли гипито им, или ги удряли с камшик, или убивали конете им.

### Военни практики
Индианците от Равнините били войнствени хора и положението на мъжа в обществото до голяма степен зависел от проявите му на бойната пътека. Военните действия най-често се изразявали в походи за отвличане на коне. Рядко избухвали тотални войни, които били свързани обикновено с борба за територии. За индианците от Равнините битката била свещено състезание, в което най-важното било да се проявят храбростта и магическите сили на мъжа. Главното било не ущърбът нанесен на противника, а извършените подвизи. За тяхното обозначение се използвал терминът „Ку - удар“. Така била формирана Ку-системата. Боецът завоювал висш Ку заемал почетно място в племето и подвизите му се изброявали при различни церемонии. За висш Ку се смятал докосването на въоръжен противник по време на битка, заради което по време на бой бойците носели специални Ку-жезли. Наричали ги Жезли за подвизи. Те били изработвани със специални ритуали и се смятало, че като докоснеш противника с него му отнемаш жизнената енергия. Най-високо бил оценяван нанасянето на първи Ку като можело врагът да бъде убит или само докоснат. Зачитали се първите 4 на жив и първите 4 на мъртъв противник. За Ку се смятал също така отнемането на оръжието на врага, отвличането на коне, убиването или раняването на враг и др. Отбелязаните Ку и въобще всички смели дела на един боец личали от украсата му от орлови пера и от дрехите му. Според това как е обрязано, поставено и изрисувано перото се виждал подвига на боеца, който го носи. Всеки боец извършил четирите основни подвига имал правото да носи орлово перо. Орелът бил свещена птица – храбър и смел боец. Градацията на тези подвизи до известна степен се различава при отделните племена.

## Култура

### Социална организация
Много важна роля в обществения живот на племената от Равнините играели войнските общества. Това били мъжки организации, в които членували от няколко десетки до няколкостотин души. Голяма част от мъжете на дадено племе членували в характерните за него войнски общества. Всяко общество имало свое облекло, регалии, специфични песни и танци и ритуали, отличаващи го от останалите. Обществата притежавали свои амулети и свещени предмети. Имали и дух-закрилник и обикновено носели неговото име. Обществата били организираната военна сила на племето, а в мирно време изпълнявали различни функции като племенна полиция, съгледвачи и др.

### Жилища
Номадският начин на живот наложил отпечатък върху целия бит на племената от Равнините. Всички използвали като жилище типито, а при преместването на лагера травои. Тези, които живеели в постоянни села също използвали типито при лов или пътуване, но иначе живеели в постоянни квадратни или правоъгълни (по-късно кръгли) полуземлянки, побиращи по 40 или повече души.

### Облекло
Жените изработвали облекло от еленови кожи, кожи от планински овце и от бизонски кожи. За жените пълното облекло се състои от рокля обикновено от две части пристегната в кръста с колан, къси гамаши и мокасини. За мъжете основни дрехи са риза, гамаши, мокасини и набедреник. И двата пола в студеното време използват наметала от бизонски кожи. Облеклото е богато украсявано с ресни и бродерии от бодли на морско свинче. По-късно започват да се използват за украса и мъниста. И двата пола използвали лични украшения (гривни, обеци и огърлици) направени от кости, черупки, кожа, коса и пера. Татуировките също били харесвани.

### Религиозни вярвания
Индианците от Равнините били войнствени хора и положението на мъжа в обществото до голяма степен зависел от проявите му на бойната пътека. От най-ранно детство момчетата били подготвяни за войни и у тях били възпитавани съответните качества – смелост, хладнокръвие и издръжливост. Под бдителните погледи на опитните бойци, момчетата усъвършенствали уменията си в ездата, боравенето с оръжия, следотърсачеството и всички други изкуства необходими на бъдещите бойци. Когато един младеж навършел 16-17 години бил приеман сред мъжете, но едва след като преминел различни изпитания. Най-важното от тях било да получи своя „вещ сън“ или да намери своето видение. Под ръководството на някой шаман младежът се усамотявал на изолирано място, обикновено за 4 дни без храна, а често и без вода, за да се моли на духовете да го закрилят и ако някой от тях е благосклонен към него да му стане дух-закрилник. Често това се правело и за да открие името, което ще носи като боец. Ритуалът, както и всички други церемонии започвали и завършвали с ритуала на пречистването в колибата за потене. Видение също можело да се получи чрез сънуване. Виденията били считани за директно свързване на човека със свещените сили. При успех Търсенето на видение приключвало с придобиването на дух-закрилник. Чрез тези духове-закрилници хората получавали сила, която използвали по различни начини. С духа-закрилник постоянно се поддържала свещена връзка чрез различно поведение, песни, танци и съдържанието на свещените амулети. От видението можело да се възползва, както отделния човек така и цялото племе. Така че свещени амулети имал,ккато отделния човек, така и племето. Амулетите често предоставяли силата и правото за провеждане на различни церемонии. Най-важна и голяма годишна церемония за племената от Равнините била Танца на Слънцето. Тя имала за цел да обнови природата и да допринесе за благосъстоянието и духовното възраждане на племето.

## История
Смята се, че древните индианци населявали Големите равнини, но напускат региона вероятно заради суша през 13 век. За най-ранни обитатели дошли след това се смятат кадоговорещите поуни, уичита, арикара, кичаи и сиуговорещите хидатса и мандан, които се заселили в източните части. Във Високите равнини на запад преди 1500 г. живеят само чернокраките и команчите, както и някои групи източни юти, и апачески групи мигриращи на юг покрай източните части на Скалистите планини.

## Равнинните индианци в 21 век

### Федерално признати племена в САЩ
1. (Iowa Tribe of Kansas and Nebraska)
2. (Lower Sioux Indian Community in the State of Minnesota)
3. (Mdewakanton Sioux Indians)
4. (Minnesota Chippewa Tribe (Six component reservations: Bois Forte Band (Nett Lake);Fond du Lac Band; Grand Portage Band; Leech Lake Band; Mille Lacs Ban; White Earth Band))
5. (Prairie Island Indian Community in the State of Minnesota)
6. (Mdewakanton Sioux Indians)
7. (Red Lake Band of Chippewa Indians)
8. (Shakopee Mdewakanton Sioux Community of Minnesota)
9. (Upper Sioux Community)
10. (Assiniboine and Sioux Tribes of the Fort Peck Indian Reservation)
11. (Blackfeet Tribe of the Blackfeet Indian Reservation of Montana
12. Chippewa-Cree Indians of the Rocky Boy's Reservation)
13. (Crow Tribe of Montana)
14. (Fort Belknap Indian Community of the Fort Belknap Reservation of Montana)
15. (Northern Cheyenne Tribe of the Northern Cheyenne Indian Reservation)
16. (Iowa Tribe of Kansas and Nebraska)
17. (Omaha Tribe of Nebraska)
18. (Ponca Tribe of Nebraska)
19. (Santee Sioux Nation)
20. (Spirit Lake Tribe)
21. (Standing Rock Sioux Tribe (North Dakota and South Dakota))
22. (Three Affiliated Tribes of the Fort Berthold Reservation)
23. (Turtle Mountain Band of Chippewa Indians of North Dakota)
24. (Apache Tribe of Oklahoma)
25. (Cheyenne and Arapaho Tribes)
26. (Comanche Nation)
27. (Fort Sill Apache Tribe of Oklahoma)
28. (Iowa Tribe of Oklahoma)
29. (Kaw Nation)
30. (Kiowa Indian Tribe of Oklahoma)
31. (Otoe-Missouria Tribe of Indians)
32. (Pawnee Nation of Oklahoma)
33. (Ponca Tribe of Indians of Oklahoma)
34. (Quapaw Tribe of Indians)
35. (Tonkawa Tribe of Indians of Oklahoma)
36. (Wichita and Affiliated Tribes (Wichita, Keechi, Waco and Tawakonie))
37. (Cheyenne River Sioux Tribe of the Cheyenne River Reservation)
38. (Crow Creek Sioux Tribe of the Crow Creek Reservation)
39. (Flandreau Santee Sioux Tribe of South Dakota)
40. (Lower Brule Sioux Tribe of the Lower Brule Reservation)
41. (Oglala Sioux Tribe (previously listed as Oglala Sioux Tribe of the Pine Ridge Reservation))
42. (Rosebud Sioux Tribe of the Rosebud Indian Reservation)
43. (Sisseton-Wahpeton Oyate of the Lake Traverse Reservation)
44. (Standing Rock Sioux Tribe (North Dakota and South Dakota))
45. (Yankton Sioux Tribe of South Dakota)
46. (Arapaho Tribe of the Wind River Reservation)
47. (Shoshone Tribe of the Wind River Reservation)[3]

### Първи нации в Канада
1. Блууд (чернокраки) (Blood First Nation (Blackfoot))
2. Пийган (чернокраки) (Peigan Reserve (Blackfoot))
3. Сиксика (чернокраки) (Siksika First Nation (Blackfoot))
4. Пол Първа нация (крий, накода) (Paul First Nation (Cree/Nakoda))
5. Алексис Накота Сиукс (Alexis Nakota Sioux Nation)
6. Стоуни (Stoney First Nation)
7. Александър Първа нация (крий) (Alexander First Nation (Cree))
8. Еноч крий (Enoch Cree Nation)
9. Сейдъл Лейк крий (Saddle Lake Cree Nation)
10. Сънчайлд (Sunchild First Nation (Cree))
11. Самсон крий (Samson Cree Nation)
12. Монтана Първа нация (Montana First Nation (Cree))
13. Очиесе (O'Chiese First Nation (Saulteaux))
14. Луис Бул (Louis Bull Tribe (Cree))
15. Ерминескин (Ermineskin Cree Nation)
16. Фрог Лейк (Frog Lake First Nation (Cree))
17. Бийвър Лейк крий (Beaver Lake Cree Nation)
18. Хеърт Лейк (Heart Lake First Nation (Cree))
19. Кехеуин (Kehewin Cree Nation)
20. Тсуу тина (Tsuu T'ina First Nation (Sarcee))[4]
21. Бърдтейл сиукс (Birdtail Sioux First Nation)
22. Чанупауакпа (Canupawakpa First Nation (Dakota))
23. Дакота плейнс (Dakota Plains First Nation)
24. Пегуис (Peguis First Nation (Cree))
25. Сиукс Вали дакота (Sioux Valley Dakota Nation)[5]
26. Салтьо (Saulteaux First Nation (Ojibway))
27. Онион Лейк (Onion Lake First Nation (Cree))
28. Флайинг Дъст (Flying Dust First Nation (Cree))
29. Мускег Лейк (Muskeg Lake First Nation (Cree))
30. Биг Ривър (Big River First Nation (Cree))
31. Лъки мен (Lucky Man Cree Nation)
32. Ред Пийзант (Red Pheasant First Nation (Cree))
33. Уахпетон дакота (Wahpeton Dakota Nation)[6]